# Тестис
Мъжки семенни жлези (тестиси, семенници) биват мъжки полови жлези. В тях се образуват сперматозоидите и половият хормон тестостерон. Представляват двойка яйцевидни образувания с големина около 4,5 × 3 × 2 cm.
При бозайниците тестисите обикновено са разположени извън коремната кухина и са обвити в кожна торбичка – скротум (мъдница). Обикновено левият тестис е по-голям, като е разположен по-ниско от десния. При птиците и други класове животни семенниците се намират в телесната празнина. Всеки тестис е разделен на 250 – 300 малки дялове, в които се намират извиващи се семенни каналчета, наричани тестикуларни каналчета. Изтеглени едно след друго, те достигат дължина над 150 m и завършват с малки изходни каналчета в главата на надсеменника. Образуването на сперматозоидите започва в семенните каналчета, при което семенните клетки, намиращи се в различни стадии на развитие, са разположени между опорни клетки – сертолиеви клетки. Семенните каналчета са обградени от междинна съединителна тъкан. Наред с другите клетки в нея са разположени и междинни клетки – клетки на Лайдиг. Те образуват мъжкият полов хормон тестостерон. Тестисите са свързани чрез разклонена съдова система с другите полови органи. Мрежа от капиляри осигурява сложните взаимоотношения между образуването на хормони и съзряването на сперматозоидите. Тестисите имат и най-много нервни окончания при човека.